# 如家和颐袭击事件
如家和颐袭击事件指的是一起发生在2016年4月3日晚間，位于中華人民共和國北京和颐酒店中，外来人员对入住女客的袭击事件。
事件发生后，当事人报警，配合警方进行笔录后，并未得到立案回执。惟当事被袭击女子于中国大陆的社交网站新浪微博以账号@弯弯_2016，在4月5日书写长微博并上传相关影片，在微博与微信/朋友圈广泛传播才获得关注，最終有15.6億人次的訪問量和數百萬人發表回覆，並引發了抵制如家集團所有酒店的網上活動。引发社会讨论和新闻媒体报道。

## 概述
根据当事人叙述，其事先于携程上预订望京798和颐酒店，在4月1日入住。
在4月3日的22点50分，当事人乘坐需要房卡验证的电梯，来到住房所在的4层，于电梯厅翻包寻找自己门卡。此时被后续影片中施暴的男子搭话，发生冲突。男子欲带离当事人，但被楼层所在的服务人员目击及被质询；然而服务员并没有进一步阻止双方争端。男子想将当事人拖拽至无监控的楼梯间，被此时到达该楼层的一群住客目击，且在其中一名女性住客帮助下而停止拖拽。施暴男子独自逃离。
影片回溯有如下情况：
- 全程中，当事人不停呼救，然而服务员与后续来到的住客反应冷淡。
- 施暴男子在之前监控中的活动表现得较为可疑。
- 施暴男子期间致电，呼叫名唤“张哥”的人。

## 背景
在中国大陆，关于失踪人口一直是有争议的话题。女性被拐卖失踪后，除了会被强奸、杀害外，通常会被逼卖淫或卖予他人为妻。时有单身女性在城中僻静处被强行掳走、失踪的故事，以都市传说的形式传播；这类故事引发惶恐，但一直难辨真伪。本次事件则具有公安调查的录像证明，增加可信度；唤起了民众对于本事件的猜测和关注。
然事後證明起因是該妓女馬伕團夥誤以為彎彎是別家來搶生意的妓女所以毆打。此外警方宣佈將與有關部門聯合嚴打酒店等公共場所內發放淫穢卡片等違法行為。
同期，事件发生前数天，引发舆论关注的包贝尔婚礼闹伴娘事件中，即使是知名女艺人仍受到男性公开的暴力、性骚扰。男性利用闹洞房、闹伴娘、拉姑娘等习俗，对女性公开的猥亵、性侵犯、强奸。这些事件相继唤起对女性等弱势群体的注意。
另外一方面，中国大陆卖淫属于非法行为，但是在大陆的许多酒店中一直有存在发放如信用卡般尺寸的“小卡片”之现象，上面通常配有性挑逗类型配图与相关服务的联系方式；部分酒店方面也以默许姿态纵容该类行为。

## 后续
- 和颐酒店方面，于长微博开始迅速传播后的4月6日凌晨在新浪微博上发布声明，称“表示遗憾”，以及“集团已经引起高度重视，并立即跟进调查进展”[4]。如家酒店集团，也发布了相关的声明。
- 2016年4月8日晨9时许，微博帐号@平安北京（北京市公安局官方微博帐号）发布消息通报，表示涉案男子李某（24岁，河南省许昌市人）已在河南境内落网[5]。
- 2016年4月9日，《成都商报》发表了题为《重磅：北京酒店施暴男照片曝光 有村民指其“拉皮条客”》的新闻，指称对村民采访而辨识涉案男子身份，刊登该男子打码照片，并报道其父母情况[6]。
- 2016年4月9日傍晚，微博帐号@平安北京（北京市公安局官方微博帐号）更新案情情况，表示事因李某在酒店内发放淫秽卡片时认为受害者是“同行”影响其生意，故对受害人进行打拉拖拽。涉及该案的5名犯罪嫌疑人已依法刑事拘留。此外警方将与有关部门联合严打酒店等公共场所内发放淫秽卡片等违法行为。[7]
- 2016年8月，北京市朝阳区人民检察院依法以介绍卖淫罪批捕因和颐酒店事件案发的犯罪嫌疑人李某某。北京朝阳法院已于10月17日正式受理此案[8]。
- 2016年10月28日，该案在北京市朝阳法院进行不公开审理。公诉方表示因最终未造成认定的轻伤后果，而未追究故意伤害罪；因未持械殴打，而未追究寻衅滋事罪；检方最终以介绍卖淫罪追究刑责，建议量刑1至3年。涉案男子李某认罪[9][10]。11月4日，法院宣判李某犯介绍卖淫罪，判处有期徒刑2年，并处罚金5000元[11]。

## 影响
- 当事人该事件长微博获得17万转发、6万余留言[1]（截至2016年4月7日）；新浪微博上的话题#和颐酒店女生遇袭#一度成为热搜排行第一。
- 当事人在公安处接受调查时，使用手机屏摄的监控录像视频，也得到了超600万的观看[2]（截至2016年4月7日）。

## 备注
1. ↑  根据中国大陆法规，立案的条件为犯罪事实需追究刑事责任。该当事人报警后警方无法根据现有证据立案，故当事人对立案回执的要求并不合理。